# Świerczyn (województwo mazowieckie)
Świerczyn – wieś w Polsce, położona w województwie mazowieckim, w powiecie płockim, w gminie Drobin.
Administracyjnie na terenie wsi utworzono dwa sołectwa: Świerczyn i Świerczyn-Bęchy
| SIMC    | Nazwa                | Rodzaj    |
| ------- | -------------------- | --------- |
| 0563683 | Świerczyn-Bęchy      | kolonia   |
| 0563660 | Świerczyn-Gospodarze | część wsi |
| 0563677 | Świerczyn-Kolonia    | część wsi |

W latach 1975–1998 miejscowość administracyjnie należała do województwa płockiego.
Tuż przed II wojną światową na folwarku Świerczyn pracował podporucznik rezerwy Wojska Polskiego Czesław Zapłata (1908-1940) syn Michała i Józefy z Gasiorowskich, ofiara zbrodni katyńskiej zamordowana w Katyniu.